# Teorie kyselin a zásad

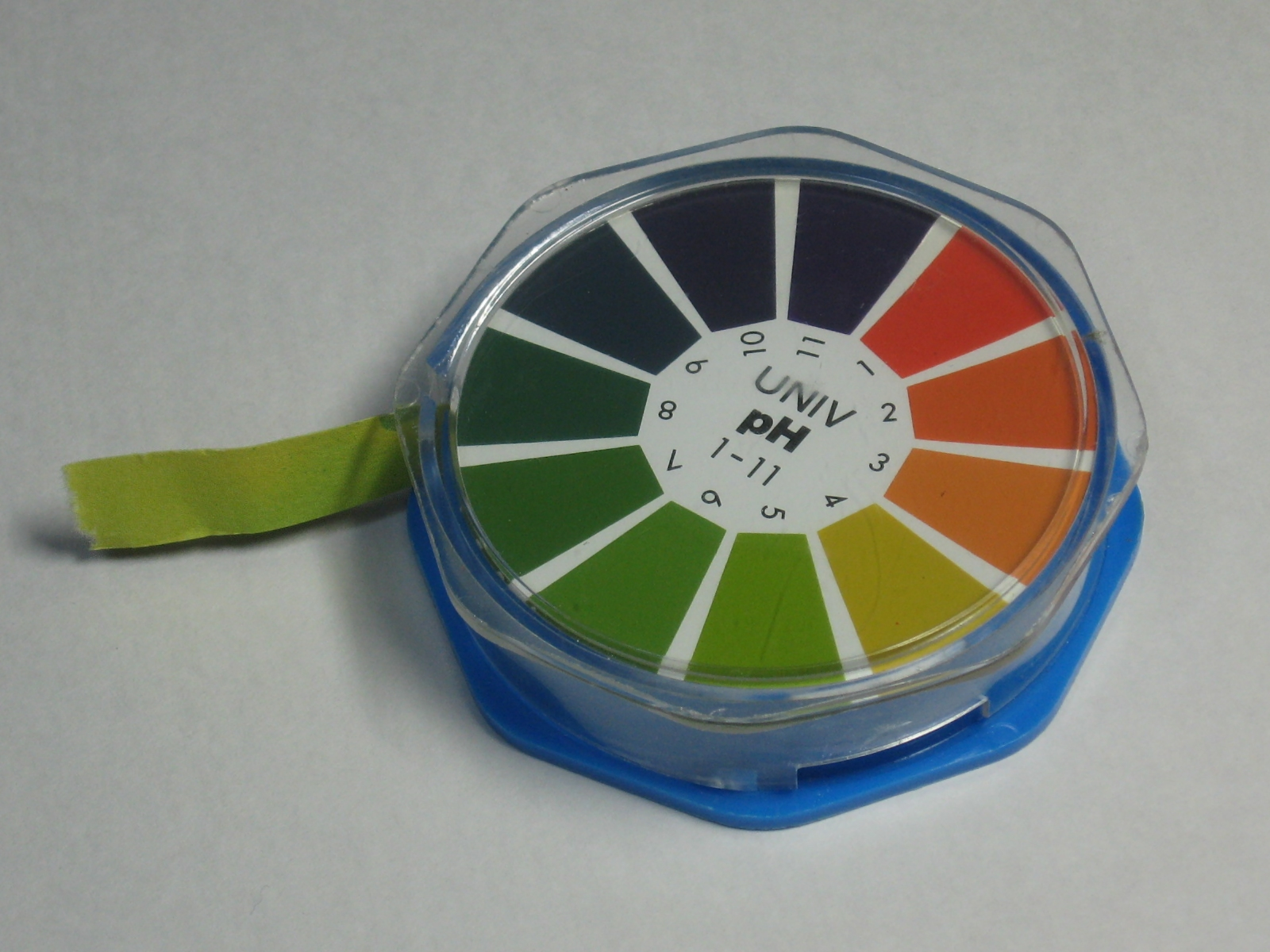
Indikátorový papír pH

Kyseliny (též acidy, z lat. acidum) a zásady (též alkálie nebo báze, z lat. basei) jsou chemické látky, které se vyznačují specifickými acidobazickými vlastnostmi.
Podle těchto vlastností lze poté určit, zda se jedná o kyselinu nebo o zásadu. K určení kyselosti (též acidity) nebo zásaditosti (též bazicity) látek existuje několik alternativních teorií, z nichž každá na definici těchto pojmů nahlíží z jiného úhlu pohledu. Nejčastěji se používají Arrheniova nebo Brønstedova–Lowryho např. v elektrochemii i obecnější Lewisova teorie např. při objasňování reakčních mechanismů, avšak existuje i několik dalších v praxi méně využívaných teorií.

## Tradiční představa
První pokusy o vysvětlení kyselosti a zásaditosti pochází z počátku 19. století. Podle tehdejší představy jsou kyseliny látky chutnající v roztoku kysele, vytěsňující z tuhého CaCO3 plynný CO2, rozpouštějící některé kovy za vývoje vodíku, barvící lakmus červeně a poskytující se zásadami sůl a vodu. Naopak zásady chutnají v roztoku louhovitě, barví lakmus modře, zmýdelňují estery kyselin a s kyselinami poskytují sůl a vodu. Tato definice však nepostihla podstatu jevu a byla jen konstatováním běžných elementárních projevů kyselosti a zásaditosti látek.

## Arrheniova teorie
První pokus o exaktní výklad podstaty acidobazického chování látek učinil Arrhenius v roce 1887. Základem jeho výkladu je představa, že kyseliny a zásady jsou elektrolyty, tedy látky schopné v roztoku disociovat na ionty. Kyseliny HA tak disociují podle obecné rovnice
HA = H+ + A−,
kdy vzniká proton H+ a kyselinový zbytek A−. Zásady BOH naproti tomu disociují podle rovnice
BOH = B+ + OH−,
kdy vzniká aniont OH− a zbytek zásady B+. Arrheniovy základní představy rozpracoval Wilhelm Ostwald. Vznikla tak ucelená teorie, která po několik desetiletí vyhovovala potřebám chemie a byla všeobecně využívána. Jejím hlavním nedostatkem však bylo, že nepostihovala význam úlohy rozpouštědla při acidobazickém ději.

## Brønstedova–Lowryho teorie
Roku 1923 vytvořili Johannes Nicolaus Brønsted a Martin Lowry nový myšlenkový přístup k chápání acidobazických dějů. Základní myšlenku disociace na ionty doplnili představou solvatace vznikajících protonů molekulami protického rozpouštědla. Za kyseliny jsou podle této teorie považovány látky, které ve svých roztocích jeví měřitelnou snahu odštěpovat své protony H+. V protikladu k tomu jsou za zásady označovány látky, které ve svých roztocích jeví měřitelnou snahu protony H+ přijímat. V souladu s těmito definicemi, avšak v užším slova smyslu, tedy můžeme říci, že kyselinou je každá částice, která při určitém ději odštěpuje proton (je jeho donorem) a zásadou je jiná částice, která jej přijímá (je jeho akceptorem).

## Solvoteorie
Ještě obecnější přístup k výkladu kyselosti a zásaditosti látek představuje tzv. solvoteorie kyselin a zásad vytvořená Gutmannem a Lindqvistem roku 1954. Tato teorie již popisuje acidobazické děje jak v protických, tak i v aprotických rozpouštědlech. Vychází z představy, že každé rozpouštědlo je autoionizováno. Za solvokyseliny jsou označovány takové látky, které interagují s rozpouštědlem tak, že zvyšují koncentraci kationtů vytvářených autoionizací rozpouštědla. Naopak za solvozásady jsou označovány látky, které při styku s rozpouštědlem zvyšují koncentraci aniontů produkovaných autoionizací rozpouštědla.

## Lewisova teorie
Ještě širší a obecnější definici pojmů kyseliny a zásady podal již roku 1923 Gilbert Newton Lewis. Jeho koncepce však byla přijata a rozvíjena teprve po roce 1938.
Za Lewisovu zásadu se označuje každá částice, která má alespoň jeden volný (nevazebný) elektronový pár schopný zprostředkovat vznik koordinačně kovalentní vazby s dalším atomem, iontem, či jiným atomárním uskupením. Ve funkci Lewisových zásad jsou schopny vystoupit prakticky všechny molekuly a ionty s nevazebnými elektronovými páry, tedy všechny částice nukleofilní.
Za Lewisovu kyselinu se pak označuje částice, která je schopná volný elektronový pár využít k tvorbě koordinačně kovalentní vazby, jíž se k zásadě připoutají. Lewisovými kyselinami jsou proto všechny elektrofilní částice.